# صابرة (اسم)
صابرة هو اسم علم مؤنث من أصل عربي، ومعناه هو الثابتة في مكانها أو على رأيها أو في عملها المتمكنة.

## الأصل اللغوي
صَابِرَةٌ ووزنها فَاعِلَةٌ ومعناها الثابتة المتجلدة التي تتحمل المصائب بعزم وكل مكروه وما شابه ذلك

## شخصيات تحمل الاسم
- صابرة أيدمير (1 فبراير 1910 – 4 يوليو 1991)

## وصلات خارجية
- موسوعة السلطان قابوس لأسماء العرب نسخة محفوظة 5 أبريل 2019 على موقع واي باك مشين.